# 2,4-Diizocyjanianotoluen
2,4-Diizocyjanianotoluen (2,4-TDI, diizocyjanian tolueno-2,4-diylu, 2,4-dwuizocyjanian toluilenu) – organiczny związek chemiczny z grupy aromatycznych izocyjanianów o wzorze CH3C6H3(NCO)2.
Stosowany jest albo w formie czystej (2,4-TDI), albo w mieszaninie z izomerem 2,6 (2,6-TDI) w stosunku 65:35. Pod wpływem silnych alkaliów lub po ogrzaniu powyżej temperatury 45 °C polimeryzuje. W wodzie nie rozpuszcza się, lecz gwałtownie reaguje z wydzieleniem dwutlenku węgla CO2. Reaguje również ze związkami zawierającymi aktywne atomy wodoru, takimi jak alkohole, fenole, kwasy, aminy. Reakcje TDI ze związkami zawierającymi dwie lub więcej grup funkcyjnych prowadzą do wytworzenia wielkocząsteczkowych produktów. Praktyczne znaczenia mają reakcje z alkoholami wielowodorotlenowymi (lub związkami zawierającymi co najmniej dwie grupy -OH, zwanymi potocznie poliolami), prowadzące do uzyskania szerokiej gamy poliuretanów. Szybkość takich reakcji w praktyce zwiększa się poprzez stosowanie katalizatorów (np. amin trzeciorzędowych, związków organometalicznych). TDI wykorzystuje się do syntezy tworzyw poliuretanowych, m.in. pianek poliureatanowych.
TDI jest związkiem toksycznym; ze względu na stosunkowo wysoką prężność par działa poprzez drogi oddechowe powodując poważne uszkodzenia organizmu. Między innymi ze względu na tę ostatnią właściwość często stosuje się inne, mniej lotne (a zatem mniej toksyczne), wieloizocyjaniany np. MDI – 4,4'-diizocyjanianodifenylometan (lub jego odmianę PMDI).